# Usina Termelétrica Gera Maranhão
A Usina Termelétrica Gera Maranhão é parque térmico de geração de energia, situado em Miranda do Norte, a 120 km de São Luís, no Maranhão.

## Capacidade energética
Possui duas plantas gêmeas (Geramar I e Geramar II) que utilizam óleo combustível, com capacidade de 165 MW cada uma, potência suficiente para abastecer toda a ilha de Upaon-açu (São Luís), em um total de 330 MW.
A instalação tem potencial de geração de energia de 245.400 MWh/mês, o que corresponde a capacidade para atender 1,6 milhões de residências.

## Histórico
Foi inaugurada em 20/05/2010, sendo resultado do Leilão n° 02/2007, realizado no dia 26 de julho de 2007, pela Agência Nacional de Energia Elétrica - ANEEL.
Ocupa uma área de 88 hectares, sendo 35 de reserva ambiental, com localização próxima à via de acesso da subestação da Eletronorte e rodovia BR-135.
A usina faz parte do plano de contingência da matriz energética brasileira, ficando parada na maior parte do tempo, tendo que estar preparada para gerar energia na eventualidade de qualquer escassez.

## Propriedade
O empreendimento demandou um investimento de R$ 560 milhões e a composição acionária da Gera Maranhão, tendo sido formada originalmente pela Equatorial (25%), pelo Fundo de Investimentos em Participações Brasil Energia (25%) e pela GNP S.A. (50%). 

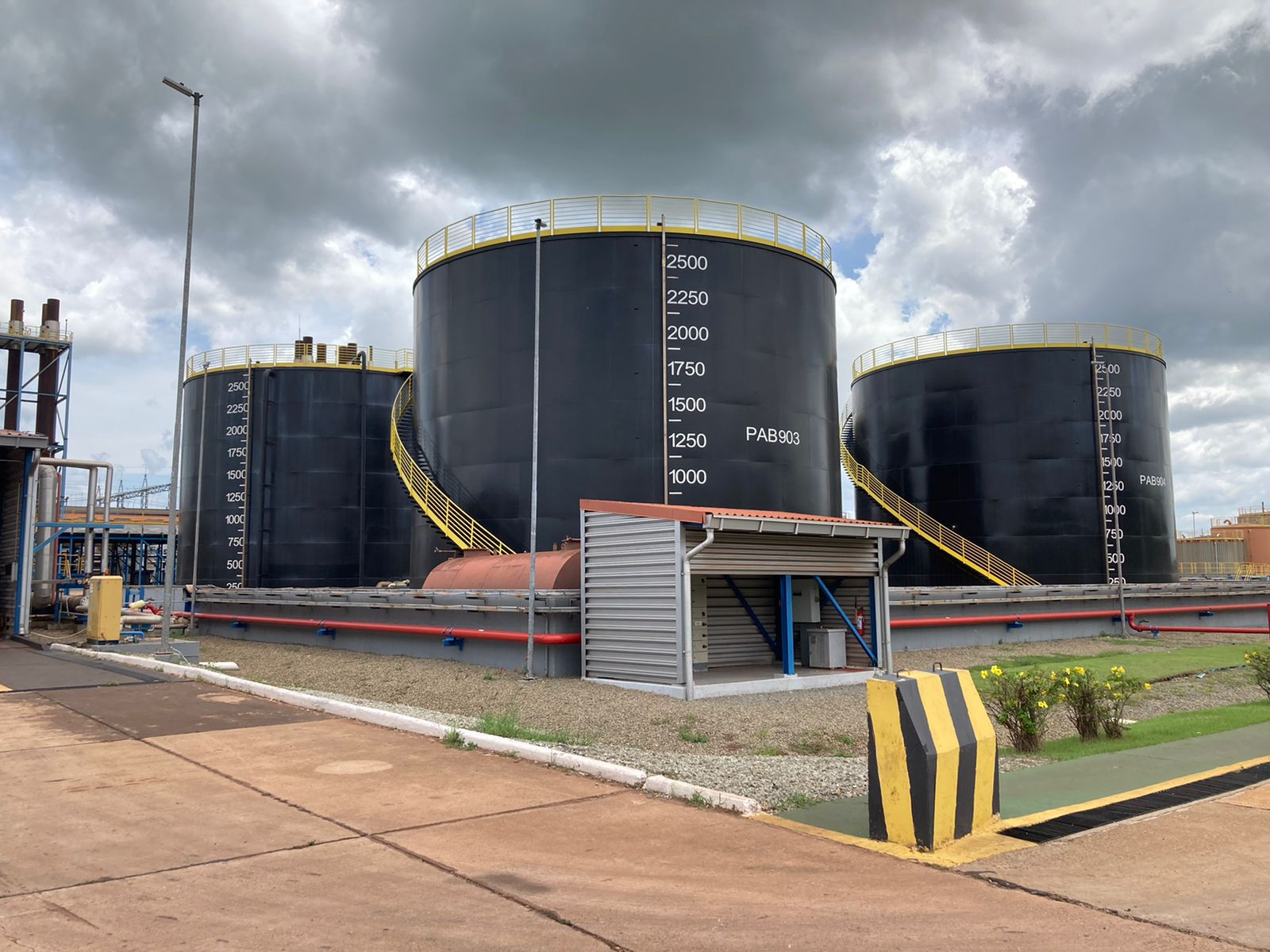
Tanques de óleo que é usado como combustível pela usina

A GNP S.A., por sua vez, é composta pela Servtec Investimentos e Participações Ltda. (50%) e Companhia Ligna de Investimentos (50%).
Em 2020, o Vulcan Fundo de Investimento em Participações (de propriedade do BTG Pactual) comprou a participação do Fundo Brasil Energia.
Em maio de 2022, a Equatorial energia vendeu a totalidade de suas ações ao Vulcan Fundo de Investimento em Participações, no valor de R$ 88,1 milhões.
Em julho de 2024, a Eneva comprou a participação de 50% detida pelo BTG Pactual na usina.